# Marianne Traub
Marianne Traub (Rocho-Traub; * 30. Mai 1934 in Graupen, Tschechoslowakei) ist eine deutsche Bildhauerin.

## Leben und Werk
Die Familie Marianne Traubs kam 1945 als sudetendeutsche Vertriebene in die Ostzone. Marianne Traub machte 1952 in Halle/Saale das Abitur. Von 1954 bis 1959 studierte sie bei Walter Arnold, Gert Jaeger und Hans Steger Bildhauerei an der Hochschule für Bildende Künste Dresden. Zu ihren Kommilitonen gehörten u. a. Wolfram Hesse, August Martin Hoffmann, Joachim Liebscher und Leoni Wirth.
Nach dem Studium arbeitete Marianne Traub als freischaffende Bildhauerin in Halle/Saale. Früh verwitwet zog sie ihre fünf Söhne mehr oder weniger allein auf. Sie sah sich deshalb von 1961 bis etwa 1970 gezwungen, als Künstlerin zu pausieren. In ihrer bildhauerischen Arbeit spezialisierte sie sich dann auf Sportler- und Kinder-Figuren. Sie schuf u. a. als Auftragsarbeiten eine Anzahl von Plastiken für den öffentlichen Raum. 1977 erhielt sie für ihre Werke zu Themen des Sports den Kunstpreis des DTSB. Marianne Traub war bis 1990 Mitglied des Verbands Bildender Künstler der DDR und ab 2004 Mitglied des Paul Klinger Künstlersozialwerk e.V., München.
Sie erhält jetzt ein bescheidenes Altersgeld.
Ihre Söhne Christoph (* 1963), Johannes und Markus sind ebenfalls Bildhauer, Martin ist Designer, Peter (* 1961) betätigt sich neben seiner festen Arbeit schriftstellerisch.

## Werke (Auswahl)
- Kleine Turnerin (Höhe: 1,50 m, 1972; Merseburg, Grünanlage im Rosenthal)[2]
- Kleiner Junge (Bronze, 1979)[3]
- Kindertorso (Brennbeton, Höhe: 70 cm, um 1982)[4]
- Sich schützender Knabe (Bronze, Höhe: 1,21 m, 1986/1987; Berlin-Köpenick, Park des DRK-Klinikums, Salvador-Allende-Straße 2–8)[5]
- Dorothea Christiana Erxleben (Porträtbüste, Bronze, 1994; Halle, Foyer des Universitätsklinikums)[6]

## Ausstellungen (unvollständig)

### Einzelausstellungen
- 1989: Halle, Galerie Marktschlösschen u. a. („Bildhauer aus Halle. Marianne Traub, Bernd Göbel, Klaus Messerschmidt, Wolfgang Dreysse, Johannes Baumgärtner, Christoph Reichenbach“)
- 1998: Halberstadt, Kunsthof („Bilder und Figuren“; mit Johannes Traub)
- 2016: Halle, Zeitkunstgalerie („kommen und gehen“; mit Silke Plathe und Johannes Traub)

### Ausstellungsbeteiligungen
- 1972: Dessau, Schloss Mosigkau (10. Sommerausstellung der Bildhauer des Bezirks Halle)
- 1977: Leipzig, Messehaus am Markt („Kunst und Sport“)
- 1979: Halle, Bezirkskunstausstellung
- 1982: Berlin, Treptower Park („Plastik und Blumen“)
- 1982/1983 und 1987/1988: Dresden, IX. und X. Kunstausstellung der DDR
- 1988: Berlin, Ausstellungszentrum am Fernsehturm („America latina. Lateinamerika in der bildenden Kunst der DDR“)
- 2002: Magdeburg, Kloster Unser Lieben Frauen („Medaillen und Kleinplastik der Hallenser Bildhauerschule“)
- 2010/2011: Halle, Kunstverein Talstraße e. V. u. a. („Das Phänomen des Raumes. Auf den Spuren hallescher Bildhauertradition“)
- 2018: Berlin, Lichthof des Hauptgebäudes der Humboldt-Universität („Kluge Frauen“)